# Krasnaja Jaruga
Krasnaja Jaruga (rusky Красная Яруга) je sídlo městského typu v Bělgorodské oblasti v Rusku. Žije zde 7 957 obyvatel (2021).

## Geografie
Obec se nachází asi 70 km vzdušnou čarou severozápadně od oblastního centra Bělgorodu a asi 10 km od hranic s Ukrajinou.
Krasnaja Jaruga je správním střediskem stejnojmenného okresu.

## Dějiny
Historie osady začíná na konci 17. století, kdy se na tehdejší jižní hranici ruského carství usadili rolníci a kozáci. Osada je v písemným pramenech zmíněna poprvé v roce 1681, podle jiných ruských zdrojů ale k jejímu založení došlo až v roce 1685 na příkaz cara Ivana V. Osada se od počátku rozvíjela jako centrum zemědělství.
V roce 1872 zakoupil osadu ruský podnikatel Ivan Gerasimovič Charitoněnko, který zde v roce 1874 postavil jeden z nejmodernějších cukrovarů v celém tehdejším Rusku. 
Během druhé světové války byla obec od 20. října 1941 do 19. února 1943 obsazena německým Wehrmachtem. Během války byl zničen cukrovat a v roce 1948 byl postaven na novém místě, v roce 1950 zahájil provoz a dodnes je nejvýznamnějším podnikem a zaměstnavatelem v obci.
V roce 1958 získala Krasnaja Jaruga status sídla městského typu.

## Hospodářství
V obci je cukrovar a cihelna. V sovětských dobách v obci fungovala oděvní továrna a velký šlechtitelský hřebčín, oboje ale po rozpadu SSSR zkrachovalo.